# Marianne Krencsey
Marianne Krencsey (n. 9 iulie 1931, Rákoscsaba⁠(d), Regatul Ungariei, Ungaria – d. 30 martie 2016, New York City, New York, SUA) a fost o actriță maghiară de teatru, film și televiziune.

## Biografie
S-a născut în orașul Rákoscsaba (inclus în prezent în sectorul 17 al Budapestei) și a absolvit studii de regizor de teatru în 1956, deși a putut să-și ridice diploma abia 40 de ani mai târziu, în 1996. A activat mai ales ca actriță datorită în principal succesului interpretativ obținut în filmul Liliomfi (1954) regizat de Károly Makk. Activă pe scenă și la televiziune, ea s-a căsătorit în 1966 pentru a doua oară și s-a mutat cu soțul ei în Statele Unite ale Americii, renunțând la cariera de actriță.
În 2008 Krencsey a primit Crucea de Ofițer a Ordinului de Merit al Republicii Ungare.

## Activitate teatrală

### Roluri în piese de teatru
Numărul rolurilor interpretate potrivit evidențelor teatrale este de 21 (13 sub numele de Marianne Krencsey și 8 sub numele de Mariann Krencsey). Printre acestea se numără următoarele:
- William Shakespeare: Îmblânzirea scorpiei....Bianca
- Lev Tolstoi: Anna Karenina....Anna
- Shakespeare: Visul unei nopți de vară....Hermia
- Lope de Vega: A kertész kutyája....Diána
- Pál Ábrahám: Bál a Savoyban....La Tangolita
- Beaumarchais: Figaro házassága....Cherubin majd grófnő
- Ferenc Molnár: Olympia....Olympia
- Dezső Szomory: II. József....Hercegnő
- Jenő Huszka: Mária főhadnagy....Draskóczy Ilona
- Imre Kertész: Cyrano házassága....Magda
- Dezső Szomory: II.József....Lichtenstein Eleonóra hercegnő
- Serghei Mihalkov: Vidám álom....Tortácska
- István Kállai: Majd a papa....Éva
- István Csorba–Pál Abay: A Balaton szépe....Virágh Éva
- Bertolt Brecht: Állítsátok meg Arturo Uit....Betty
- Sándor Balázs: Érettségi után....Eta
- István Kállai: Kötéltánc....Éva
- Pavel Kohout: Ilyen nagy szerelem....Lida

### Spectacole regizate
- Alekszandr Kornyejcsuk: A nagy műtét
- Prosper Mérimée: A művésznő hintaja

## Filmografie

### Filme de cinema
- 1955 Liliomfi (Liliomfi), regia Károly Makk (ca Mariann Krencsey)
- A 9-es kórterem (1955)
- Az eltüsszentett birodalom (1956)
- Gábor diák (1956)
- Két vallomás (1957)
- Külvárosi legenda (1957)
- Bolond április (1957)
- Éjfélkor (1957)
- Szegény gazdagok (1959) (ca Mariann Krencsey)
- A Fekete Szem éjszakája (1959)
- Gyalog a mennyországba (1959)
- 1960 Două etaje de fericire (Két emelet boldogság), regia János Herskó
- Fapados szerelem (1960)
- A Noszty fiú esete Tóth Marival (1960) (ca Mariann Krencsey)
- Az ígéret földje (1961)
- Próbaút (1961)
- Omul de aur (Az aranyember) (1962) (ca Mariann Krencsey)
- Egyiptomi történet (1963)
- Isten őszi csillaga (1963)
- 1963 Diplomatul gol (Meztelen diplomata), regia György Palásthy (ca Mariann Krencsey)
- Germinal (1963)
- Miért rosszak a magyar filmek? (1964)
- 1965 Căpitanul din Tenkeș (A Tenkes kapitánya), regia Tamás Fejér film în două serii
- A férfi egészen más (1966)

### Filme de televiziune
- Căpitanul din Tenkeș (A Tenkes kapitánya) 1-13. (serial TV, 1963-1964)
- Szilveszter 1965[7]
- Marinka (1998)
- Krencsey Marianne 70 éves (2001)

## Dublaje de voce

### Dublaje de voce în filme[8]
| Film                       | Anul lansării | Anul versiunii maghiare | Rol             | Actrița dublată |
| -------------------------- | ------------- | ----------------------- | --------------- | --------------- |
| Carlton-Browne of the F.O. | 1959          | 1960                    | prințesa Ilyena | Luciana Paluzzi |

## Distincții
- Crucea de Ofițer a Ordinului de Merit al Republicii Ungare (2008)